# 台灣人工智慧實驗室
台灣人工智慧實驗室（英語：Taiwan AI Labs，又稱臺灣AI實驗室）是一家專注於人工智慧研究與應用的非營利機構，成立於2017年，由杜奕瑾創立。是亞洲首家開放式人工智慧研究機構，總部位於臺北，並在高雄設有辦事處。 該實驗室致力於透過人工智慧技術研發與合作，推動人工智慧在醫療、語音辨識、自然語言處理等領域的應用發展。

## 產品

### 雅婷Studio
雅婷Studio是由台灣人工智慧實驗室開發的多功能生成式人工智慧平台，旨在降低音樂創作的門檻，讓每個人都能輕鬆創作音樂。平台提供包括AI翻唱、AI音樂創作、AI單曲生成、AI主唱、詞曲創作助手和聲音管理在內的多種服務。此外，雅婷Studio還提供逐字稿、多語言配音和虛擬主播等功能。

### 雅婷逐字稿
雅婷逐字稿是一款於2018年推出的人工智慧語音轉文字服務，專為台灣口音及語言的特徵進行優化設計，旨在提升語音辨識效率。該應用程式由台灣本土團隊開發，支持多種語言，能夠精準地將國語、台灣國語、臺灣話、廣東話、日语以及中英夾雜的語音內容轉換為文字，適用於會議記錄、訪談、課程等多種情境。

### 迷音Miin
迷音Miin是一款專注於人工智慧的訊息平台，旨在提供完整且安全的資訊服務，同時保護用戶的資料隱私。用戶可在平台上自由發表各類內容，包括新聞、生活故事、笑話以及搞笑迷因。透過AI技術，迷音能夠深入理解事件，整合多種媒體與社群平台的內容。

### FedGPT
FedGPT（Federated GPT）是由台灣人工智慧實驗室旗下的雅婷智慧開發的企業專屬多模態生成式人工智慧平台，基於聯邦學習技術和自建的大型语言模型技術，並利用超過1000億token的繁體中文語料進行訓練。該系統旨在提升自然語言處理的應用，並在保護用戶隱私的前提下，通過將數據保留在用戶設備上進行本地處理，避免敏感資料的傳輸。FedGPT可應用於自動化客服、文檔處理、語言翻譯等領域，並通過內部知識庫或聯合學習的方式確保回答的可信度，保障資訊安全。

## 歷史

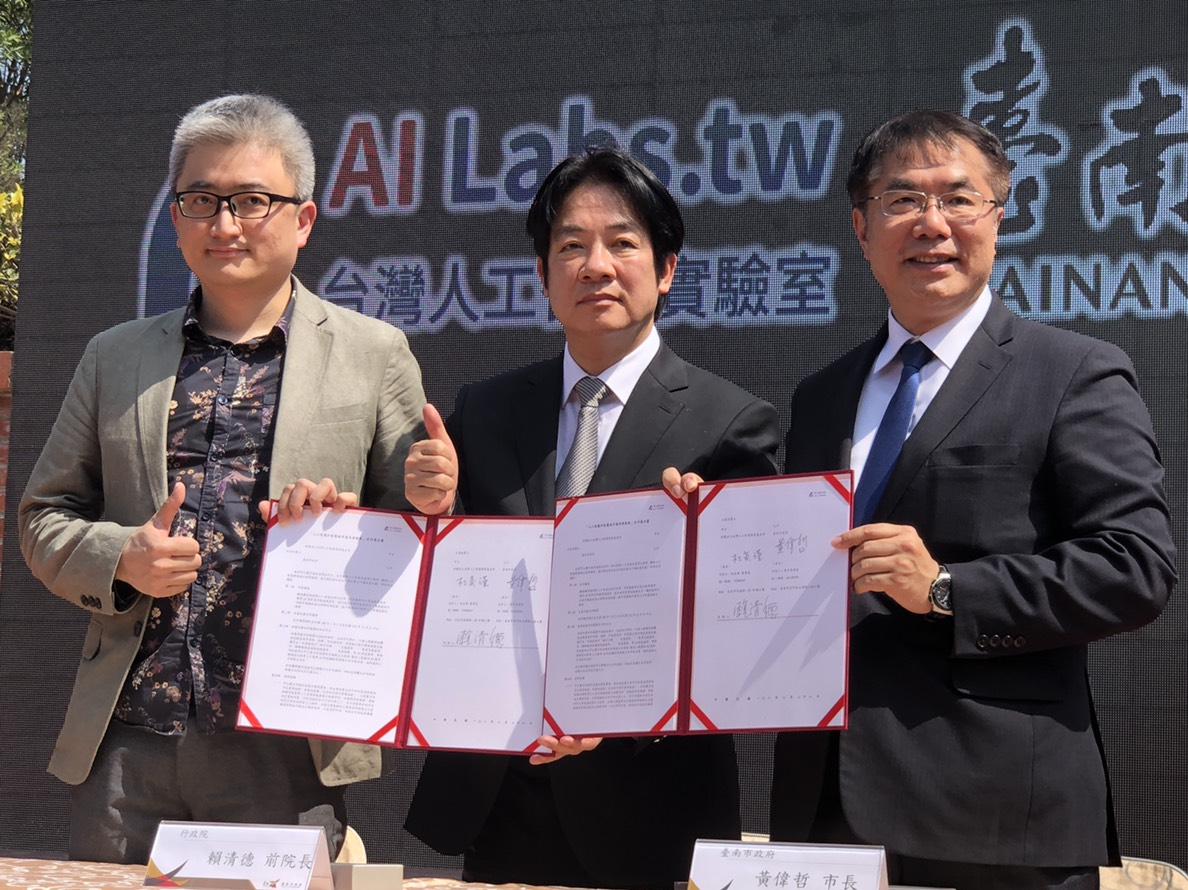
2019年1月22日，在行政院前院長賴清德見證下，臺南市政府與台灣人工智慧實驗室於安平古堡簽署智慧城市合作意向書

2017年4月27日，台灣人工智慧實驗室舉行啟動儀式，由當時科技部長陳良基、行政院政務委員唐鳳及創辦人杜奕瑾共同宣布成立。
2018年，台灣人工智慧實驗室成立雅婷智慧股份有限公司，專注於提供台灣本土的语音识别和語意理解服務，同年11月，該公司正式推出「雅婷逐字稿」產品。
2019年6月26日，國家兩廳院宣布正式與雅婷逐字稿展開合作，利用即時字幕技術提升藝術表演的無障礙服務品質。該技術應用於演前導聆與演後座談等場合，將現場內容即時轉化為文字，為不同需求的觀眾，特別是聽障者，提供更全面的參與與理解藝文活動的機會，進一步推動文化平權的實現。
2019年10月23日，台灣人工智慧實驗室與交通部和看見‧齊柏林基金會合作，推出結合人工智慧、無人機與齊柏林視角的全景短片《海路漫行》，推動台61線沿海觀光。同時，雙方建立數位分身平台，運用齊柏林式運鏡技術，呈現日月潭、阿里山等景點，促進觀光數位轉型，推廣智慧交通科技發展。
2020年，為應對COVID-19疫情，台灣人工智慧實驗室與行政院及衛生福利部疾病管制署合作，推動科技防疫，並開發了「臺灣社交距離」App。該App的設計理念以保護使用者隱私及尊重其意願為首要原則，且無需註冊，使用者的個人資料不會上傳或儲存於雲端。App協助使用者掌握每日接觸人次，並監控潛在風險，同時確保隱私保護。
同年，台灣人工智慧實驗室推出全球首個獲得台灣食品藥物管理署緊急使用授權的自動肺炎檢測系統「肺炎胸部X光輔助診斷系統」。該系統旨在運用人工智慧技術，協助醫療人員更快速、準確地進行肺炎診斷。
2020年10月22日，國立臺灣大學與台灣人工智慧實驗室等單位合作，並獲得科技部經費支持，以已知的臨床安全性藥物為起點，利用生物資訊技術進行作用目標蛋白與藥物化合物親和力的模擬預測。該研究結果匯整為DockCoV2資料庫，並公開供全球醫學研究團隊參考使用，旨在加速COVID-19治療方案的搜尋。 。
2021年，台灣人工智慧實驗室與交通部科技顧問室及觀光局合作，推出全球首個智慧觀光元宇宙應用「海陸漫行」，該平台旨在結合虛擬與現實的觀光體驗，利用先進技術如人工智慧、無人機和360度攝影，為使用者提供沉浸式的旅遊體驗。
同年，台灣人工智慧實驗室推出了迷音Miin App，旨在減少演算法干擾，讓內容創作者能夠直接與群眾交流，創造全新的言論空間。該平台整合各大媒體及社群平台關於同一議題的內容，並透過AI技術深入分析事件，將其自動生成新聞報導，讓使用者可從多個來源了解不同議題。
2023年3月14日白色情人節，台灣人工智慧實驗室與金曲音樂人陳珊妮合作推出單曲《教我如何做你的愛人》，這首歌由陳珊妮作曲、周耀輝填詞，單曲封面亦由人工智慧生成。陳珊妮擔任製作人，並親自調教AI模型「AI陳珊妮」生成歌聲，創下台灣音樂史首例。同年3月22日，陳珊妮與台灣人工智慧實驗室創辦人杜奕瑾共同揭示，這首歌的原唱並非陳珊妮本人，而是利用工程師以陳珊妮過去20年的歌曲資料訓練出的AI模型所生成的擬真歌聲。
2023年10月，台灣人工智慧實驗室推出的AI主播「艾雅婷」，受邀擔任由文化部、數位發展部及高雄市政府共同主辦的「第一屆台灣文化科技大會TTXC」的代言人，成為全球首位在大型展會上亮相的虛擬代言人。
2023年11月9日，台灣人工智慧實驗室與無國界記者組織合作，運用生成式人工智慧技術推出了一首名為《為台灣而唱》的單曲，該曲由四名2024年台灣總統大選參選人賴清德、侯友宜、柯文哲和郭台銘的虛擬化身共同演唱。此單曲採用台灣人工智慧實驗室研發的雅婷Studio的「AI翻唱」等技術，旨在提醒大眾在生成式人工智慧時代，視覺和聽覺資訊的真實性不再可完全依賴，尤其在總統大選期間，民眾應保持警覺，對各種可疑的影音及文字訊息進行核實。此舉引發了國內外媒體的廣泛關注與討論。
2024年4月17日，台灣人工智慧實驗室發布了《2024年台灣總統大選期間網路訊息操作分析報告》，該報告被認為是全球首份利用大型語言模型與多項人工智慧技術，針對民主選舉中的資訊操弄進行觀察的研究。報告中所使用的認知安全工具Infodemic，旨在分析社交媒體上的協同操作行為，並揭示選舉期間如何透過社群平台進行資訊操弄的手法及其影響。此外，該報告指出，台灣大選遭境外勢力操弄認知戰，估計有300萬人受影響。引起各媒體和專家的關注。
2024年1月26日，台灣人工智慧實驗室正式推出FedGPT，一款基於台灣自建大型语言模型（LLM）技術的生成式人工智慧。該模型以超過600億個繁體中文token的語料進行訓練，並特別強調回答的可靠性，透過內部知識庫或聯合學習機制進行驗證，以提升其準確性與可信度。此外，FedGPT遵循可信與負責的科技原則，致力於保障資訊安全並推動人工智慧的負責任應用。

## 外部連結
- 官方網站 （页面存档备份，存于）